# Ричмонд (Мен)
Ричмонд (англ. Richmond) — місто (англ. town) в США, в окрузі Саґадагок штату Мен. Населення — 3522 особи (2020).

## Демографія
Згідно з переписом 2010 року, у місті мешкало 3411 осіб у 1420 домогосподарствах у складі 965 родин. Було 1629 помешкань
Расовий склад населення:
| - 97,3 % — білих - 0,4 % — чорних або афроамериканців - 0,3 % — корінних американців - 0,2 % — азіатів |

До двох чи більше рас належало 1,5 %. Частка іспаномовних становила 0,9 % від усіх жителів.
За віковим діапазоном населення розподілялося таким чином: 22,0 % — особи молодші 18 років, 64,0 % — особи у віці 18—64 років, 14,0 % — особи у віці 65 років та старші. Медіана віку мешканця становила 42,1 року. На 100 осіб жіночої статі у місті припадало 95,9 чоловіків;  на 100 жінок у віці від 18 років та старших — 95,5 чоловіків також старших 18 років.
Середній дохід на одне домашнє господарство  становив 58 092 долари США (медіана — 52 813), а середній дохід на одну сім'ю — 68 836 доларів (медіана — 67 795). Медіана доходів становила 47 330 доларів для чоловіків та 29 150 доларів для жінок. За межею бідності перебувало 12,7 % осіб, у тому числі 11,0 % дітей у віці до 18 років та 7,2 % осіб у віці 65 років та старших.
Цивільне працевлаштоване населення становило 1726 осіб. Основні галузі зайнятості: освіта, охорона здоров'я та соціальна допомога — 22,3 %, роздрібна торгівля — 14,0 %, виробництво — 13,9 %.